# Bärbel Grässlin
Bärbel Grässlin (* 16. August 1954 in St. Georgen im Schwarzwald) ist eine deutsche Kunsthändlerin und Galeristin zeitgenössischer Kunst.

## Leben und Wirken
Grässlin entstammt einem kunstsinnigen Elternhaus. Ihr Vater Dieter war Ingenieur und Fabrikant und sammelte mit seiner Frau Anna zeitgenössische, insbesondere informelle Kunst. Künstler gingen bei den Eltern ein und aus, besonders der in der Nähe wohnende Bildhauer Erich Hauser. Bereits nach dem Abitur beschloss Bärbel Grässlin, Galeristin zu werden. Nach dem frühen Tod des Vaters führte die Familie die inzwischen entstandene Sammlung Grässlin weiter und baute sie beträchtlich aus.
Nach einem Praktikum in der Galerie von Hans-Jürgen Müller in Stuttgart, wurde Bärbel Grässlin Sekretärin in der Galerie von Max Hetzler. Beide Galeristen waren an der Ausstellung Europa 79 – Kunst der 80er Jahre beteiligt, die auch von der Familie Grässlin gefördert wurde.  1981 stieg sie auch finanziell bei Hetzler ein und wurde Geschäftspartnerin. Eine erste Ausstellung war dem Künstler Martin Kippenberger gewidmet, dem sie lebenslang verbunden blieb. Von ihm kaufte sie Arbeiten auch privat und für die elterliche Sammlung. Durch ihn lernte sie auch ihren Lebensgefährten, den Jazzmusiker Rüdiger Carl, kennen. 1985 machte sich Bärbel Grässlin mit einer eigenen Galerie in Frankfurt am Main selbständig, einer Stadt, die – im Gegensatz zum übersetzten Köln, wohin Hetzler inzwischen gezogen war – als weißer Fleck in der Kunstlandschaft galt. Bis 1991 verbündete sie sich mit ihrem Kollegen Heinrich Ehrhardt zur Galerie Grässlin-Ehrhardt.
Zu den regelmäßig von der Galerie gezeigten und vertretenen Künstlern gehören unter anderem seit Anbeginn vor allem die „Hetzler Boys“ Reinhard Mucha, Meuser, Hubert Kiecol, Martin Kippenberger und Günther Förg, seit 1986 Imi Knoebel und seit 1994 Tobias Rehberger. Die Galerie ist seit 2007 in einem vom Architekt Klaus Dreissigacker gestalteten Gebäude in der Schäfergasse 46b in Frankfurt untergebracht, das zuvor eine Glasgroßhandlung beherbergte. In der Nähe betreibt Grässlin eine Galerie-Filiale für junge Kunst.
Bärbel Grässlin ist mit ihrer Galerie auf den Kunstmessen in Madrid, Basel, Miami Beach, Hongkong, Köln und Paris vertreten. Ihre Schwester Karola Kraus (geb. Grässlin) ist Direktorin des Museums Moderner Kunst Stiftung Ludwig (MUMOK) in Wien.

## Ausstellungen (Auswahl)
- 1987: Martin Kippenberger. Einfach geht der Applaus zugrunde. Galerie Grässlin-Erhardt

## Schriften
- (Hrsg.): Ausstellung Günther Förg – Zwölf Bleibilder von 1989. Snoeck, Köln 2013 ISBN 978-3-86442049-8.
- (Hrsg.): Courant / Ika Huber. Modo, Freiburg 2010, ISBN 978-3-86833-053-3.
- (Hrsg.): Günther Förg, „Gazetta dello Sport“. Snoeck, Köln 2006, ISBN 978-3-936859-43-0.